# Dunk

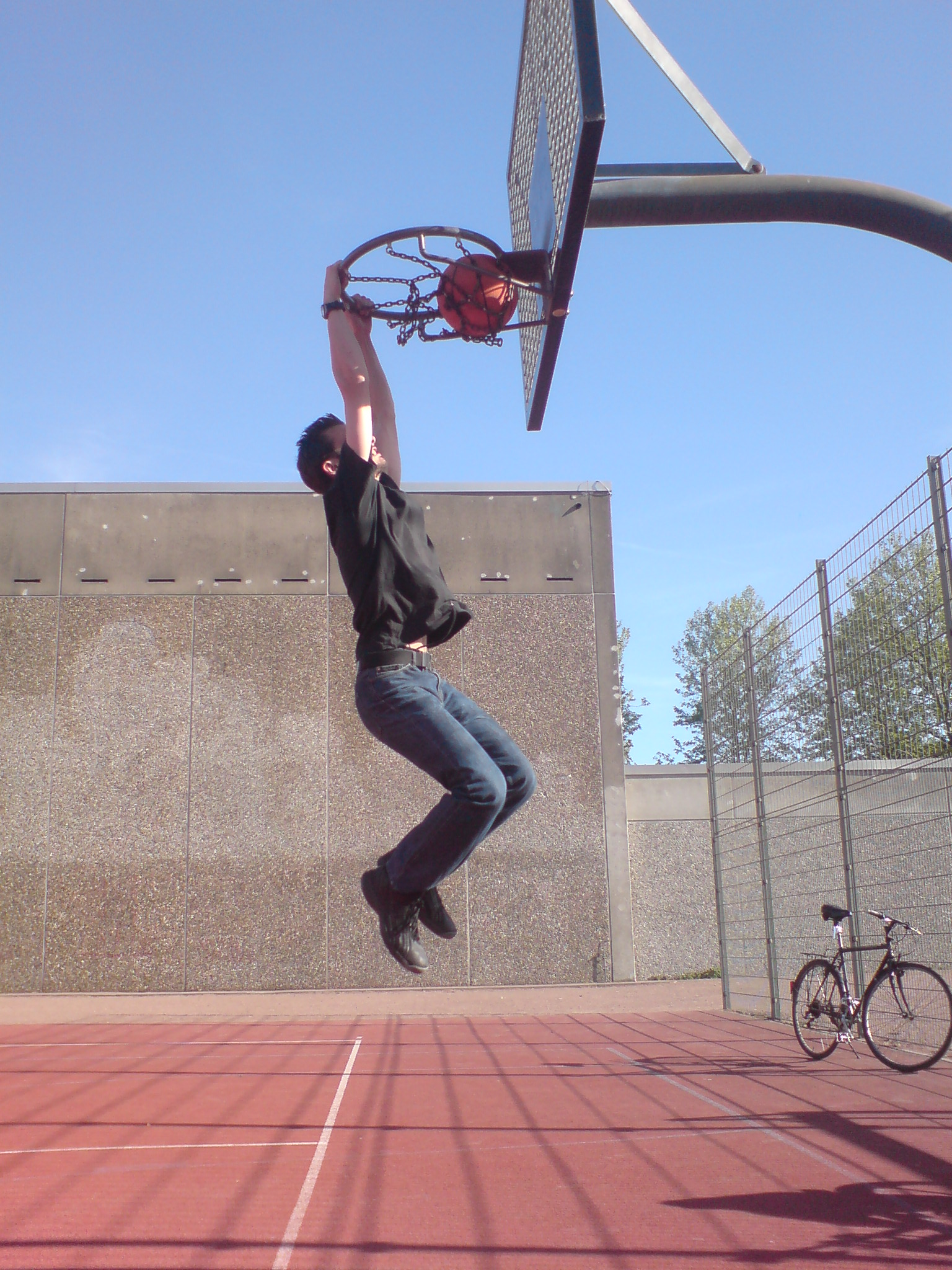
Dunken

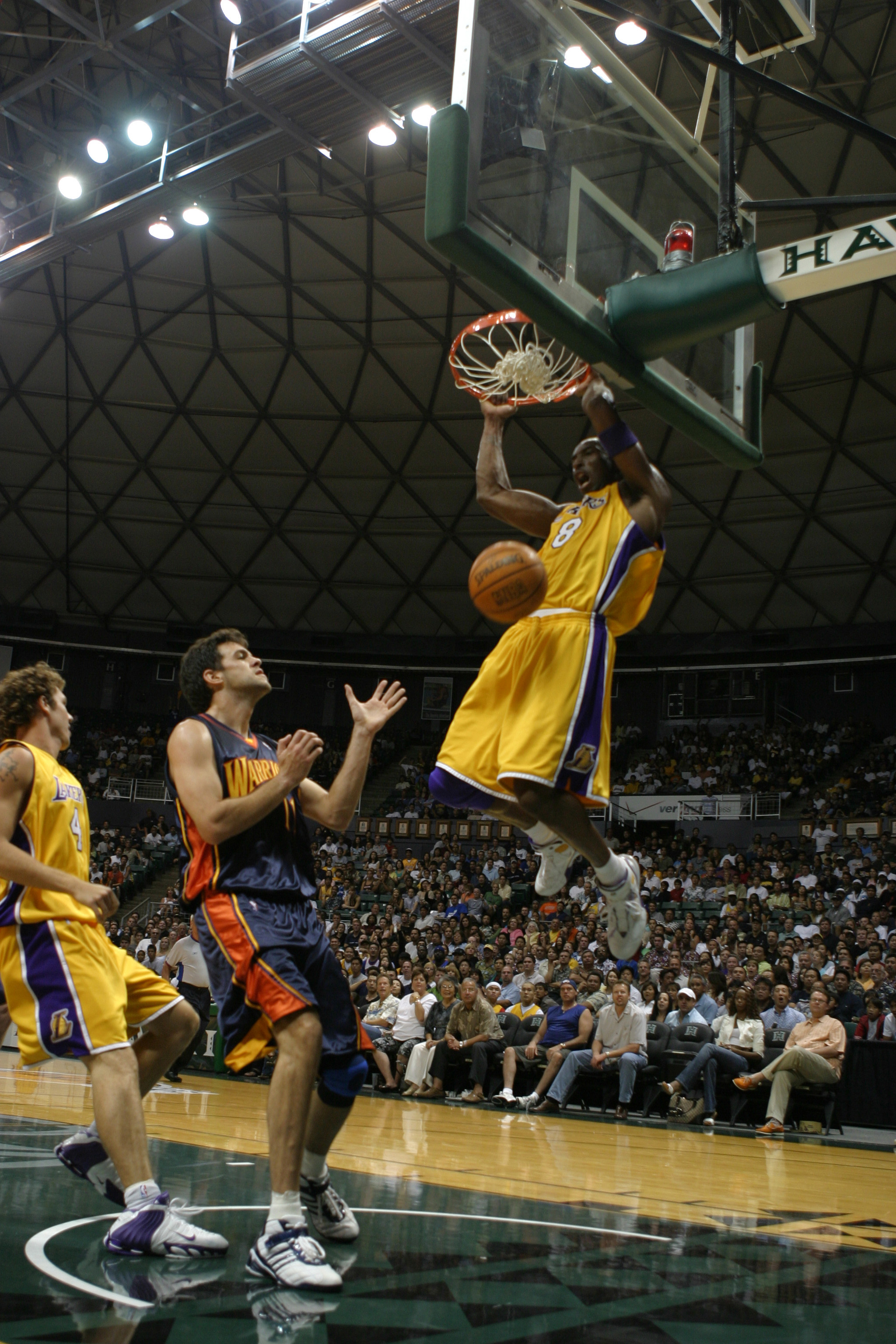
Kobe Bryant

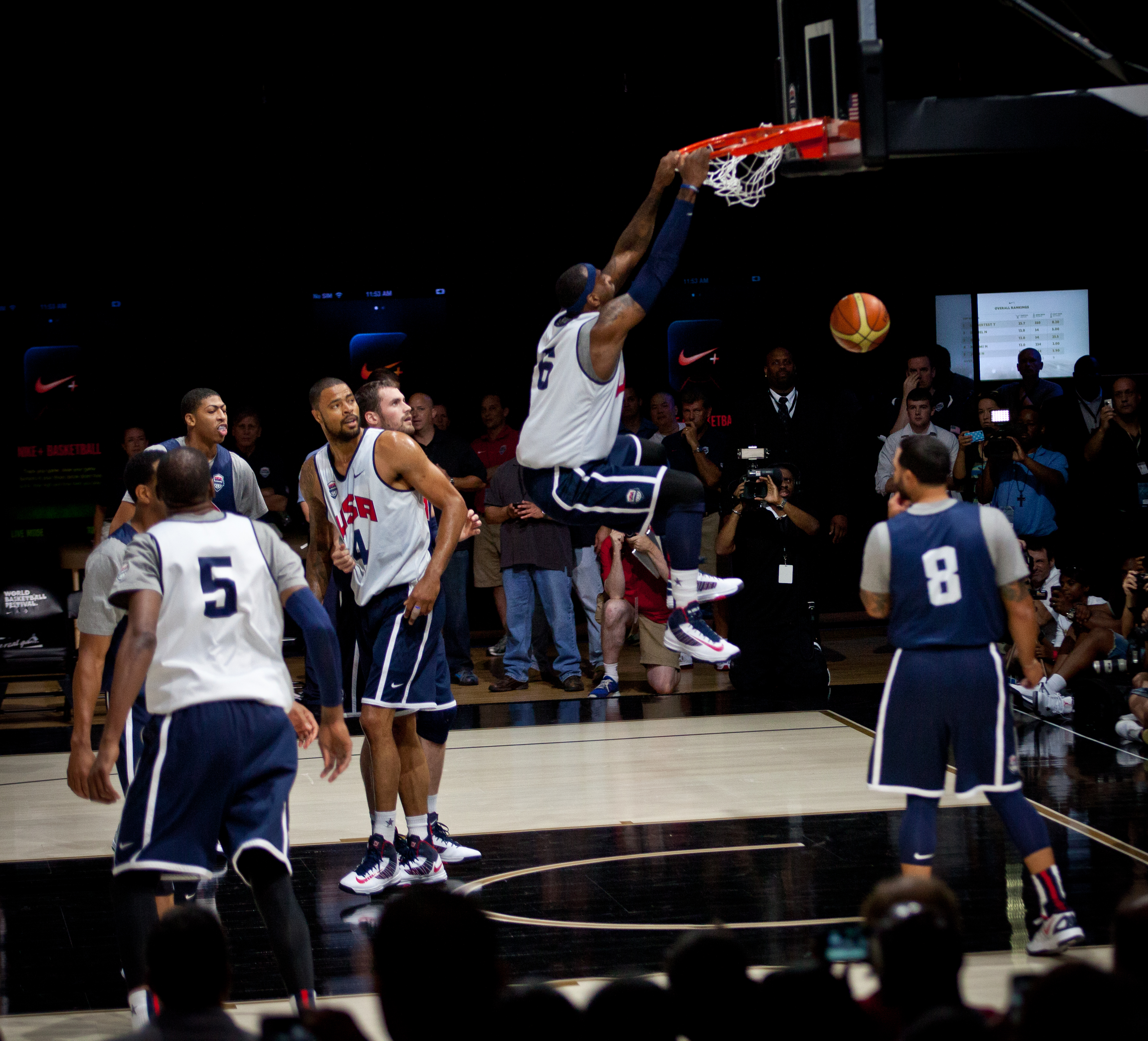
LeBron James 2012

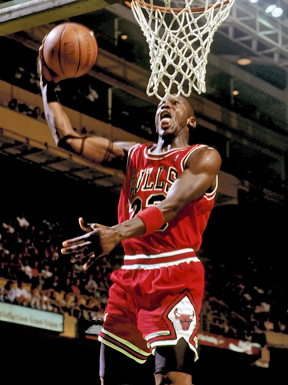
Michael Jordan 1987

Een dunk is in het basketbal een actie waarbij een speler een hoge sprong maakt en de bal dan in de basket 'slaat', en daarmee een doelpunt maakt. Het woord dunk komt van het Engels en verwijst naar het geluid dat de metalen ring maakt bij deze actie. Een succesvolle dunk levert in het spel twee punten op.

## Geschiedenis
Aangenomen wordt dat de eerste geregistreerde dunk in een basketbalwedstrijd in 1936 werd uitgevoerd, gemaakt door Joe Fortenberry van de Harlem Globetrotters tijdens een wedstrijd tegen de New York Renaissance. De eerste officiële dunk in de geschiedenis van de National Basketball Association werd gemaakt door Bob Kurland van de St. Louis Bombers op 9 november 1946, in een wedstrijd tegen de Toronto Huskies, de allereerste NBA-wedstrijd in het reguliere seizoen.
Enkele dunklegendes zijn Michael Jordan, Vince Carter, Dominique Wilkins, Jason Richardson en Nate Robinson (allen uit de NBA). Uit de AND1 streetballwereld is Taurian Fontenette, alias Air Up There, bekend om zijn extreem atletische dunks, vooral om zijn 720-gradendunk uit 2005.

## Soorten dunks
Er zijn verschillende soorten dunks in het basketbal, elk met hun eigen flair en uitvoering:
- Slam dunk: De meest klassieke en krachtige dunk. De speler springt omhoog en duwt de bal met één of twee handen door de ring.
- Windmill dunk: De speler slingert zijn arm in een draaiende beweging voordat hij scoort. Het vereist sprongkracht en coördinatie.
- 360 dunk: De speler maakt een volledige draai van 360 graden in de lucht voordat hij de bal door de ring dunkt.
- Alley-oop dunk: Dit is een zogenaamde teamwork-dunk. Een speler gooit de bal omhoog (de alley) en een andere speler springt om de bal in de lucht te vangen en door de ring te dunken (de oop).
- Poster dunk: De speler springt met volle kracht naar de basket en ramt de bal door de ring, terwijl een verdediger machteloos toekijkt.
- Reverse dunk: Een dunk waarbij de speler met de rug naar de basket is gericht wanneer de bal wordt ondergedompeld.
- Tussen de benen dunk: Een beweging waarbij een basketbalspeler de bal tussen zijn benen door naar de basket dunkt.